# 헝가리왁스고추
헝가리왁스고추는 재배종 고추이다. 덜 매운 것부터 아주 매운 것까지 있으며, 맵지 않은 것은 바나나고추로 분류된다.

## 이름
헝가리에서는 "죌드퍼프리커(헝가리어: zöldpaprika)"라 부른다. "죌드(zöldpaprika)"는 "초록색"을, "퍼프리커(paprika)"는 "고추"를 뜻한다.

## 특징
스코빌 지수가 5,000~10,000(SHU) 정도로, 적당히 매운 고추이다.

## 사진 갤러리

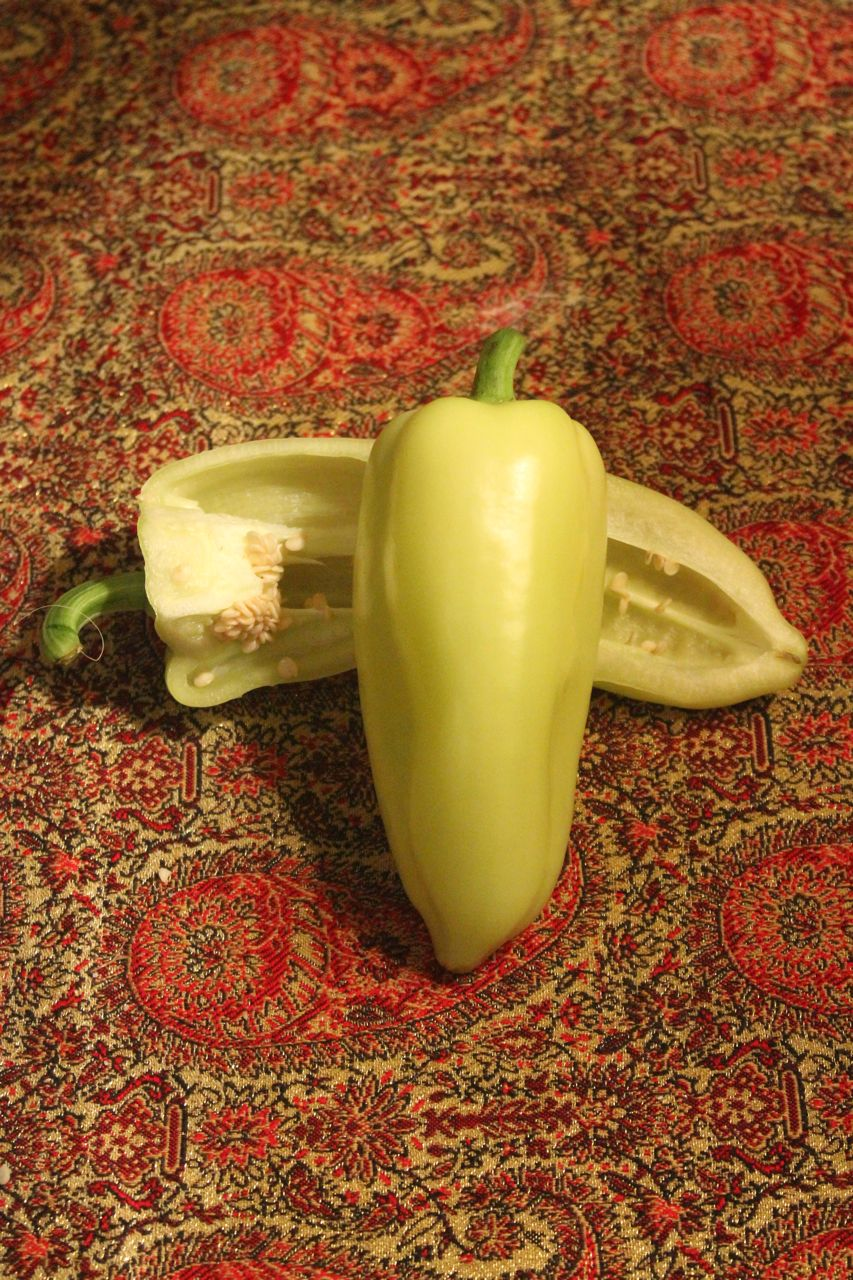
헝가리고추 단면
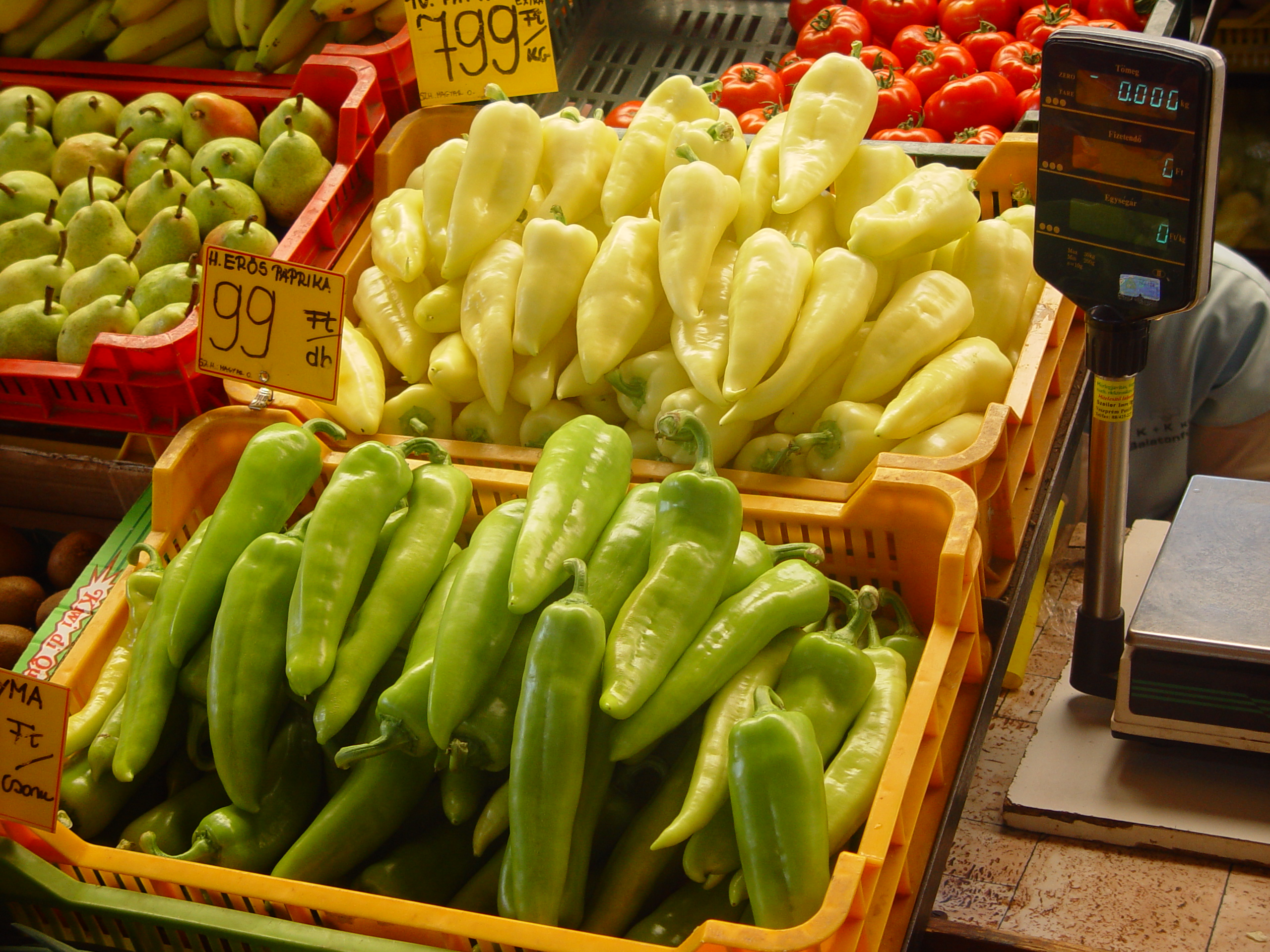
진열된 헝가리고추

## 같이 보기
- 당조고추
- 바나나고추